# Rhodochlora endognoma
Rhodochlora endognoma là một loài bướm đêm trong họ Geometridae.